# Aída dos Santos
Aída dos Santos, född 1 mars 1937, är en friidrottare från Brasilien. Han deltog vid olympiska sommarspelen 1964 och olympiska sommarspelen 1968.